# Bad Rodach
Bad Rodach è un comune tedesco di 6 436 abitanti, situato nel land della Baviera.